# Tandel
Tandel er en kommune og et byområde i Luxembourg. Kommunen, som har et areal på 41,72 km², ligger i kantonen Vianden i distriktet Diekirch. I 2005 havde kommunen 1.577 indbyggere.
49°53′48″N 6°10′55″Ø / 49.8967°N 6.1819°Ø